# Takata Jun
Jun Takata (sinh ngày 6 tháng 12 năm 1977) là một cầu thủ bóng đá người Nhật Bản.

## Sự nghiệp câu lạc bộ
Jun Takata đã từng chơi cho Sanfrecce Hiroshima và Vegalta Sendai.